# Heriades leavitti
Heriades leavitti är en biart som beskrevs av Crawford 1913. Heriades leavitti ingår i släktet väggbin och familjen buksamlarbin. Inga underarter finns listade.

## Beskrivning
Ett helsvart bi med gles behåring och smala, ljusa band mellan tergiterna (segmenten på bakkroppens ovansida). Vingarna är brunaktigt halvgenomskinliga. Ett tämligen litet bi, med en kroppslängd på 7 mm.

## Ekologi
Ett solitärt bi som flyger från mars till oktober; arten är generalist, den besöker blommande växter från många familjer, framför allt korgblommiga växter (som kullor, skäror, binkor, gullris, solbrudar och korsörter), men även andra växter, som järneksväxter (järnekar), dunörtsväxter (nattljus), slideväxter (pilörter) samt dunörtsväxter (ludwigiasläktet).

## Utbredning
Arten finns i östra och mellersta USA från Illinois till Maine och New Brunswick samt söderut till Florida och Louisiana.